# 自由大路
自由大路旧名至圣大路是中国吉林省省会长春市的一条主干道，东西走向，跨朝阳区、南关区、二道区等。西起新民广场，东抵洋浦大街，长9.2公里。东自由大路东延至下坎子后，全长49.1公里。
自由大路兴建于1933年，根据满洲国国都建设局制定的城市规划开辟，命名为至圣大路。当时，这条大路连接了大同大街（今人民大街）和顺天大街（今新民大街）两条城市中轴线，沿途设置了许多重要的公共建筑。
1946年，至圣大路改名为自由大路。
1999年，长春市人民政府将新民大街、自由大路(西段)作为长春首条历史文化街区，对街路两侧的文物保护单位加以保护。

## 建筑
- 满洲国综合法衙旧址，今空军461医院，自由大路108号，国保
- 满洲国兴农部旧址，东北师范大学附属中学，自由大路506号
- 满洲国文教部旧址，东北师大附属小学，自由大路696号
- 满洲国外交部旧址，太阳会馆，建设街1122号，国保
- 满洲国开拓总局旧址，吉林省吉剧团，自由大路509号，市保